# Peter Rocca
Peter Drake Rocca (* 27. Juli 1957 in Oakland) ist ein ehemaliger Schwimmer aus den Vereinigten Staaten. Er gewann 1976 zwei Silbermedaillen bei den Olympischen Spielen in Montreal.

## Karriere
Der 1,91 m große Peter Rocca schwamm für den Concord Swim Club und studierte an der University of California, Berkeley.
Bei den Panamerikanischen Spielen 1975 in Mexiko-Stadt siegte Peter Rocca über 100 Meter Rücken vor seinem Landsmann Bob Jackson. Zusammen mit Rick Colella, Michael Curington und Jack Babashoff siegte Rocca auch in der 4-mal-100-Meter-Lagenstaffel.
Bei den olympischen Schwimmwettbewerben 1976 startete Rocca zunächst über 100 Meter Rücken. Hier siegte sein Landsmann John Naber mit 0,85 Sekunden Vorsprung vor Rocca, die Bronzemedaille ging an Roland Matthes aus der DDR. Die Lagenstaffel der Vereinigten Staaten mit Peter Rocca, Chris Woo, Joe Bottom und Jack Babashoff qualifizierte sich mit neuem Weltrekord von 3:47,28 min für das Finale. Im Endlauf, der acht Stunden später stattfand, unterboten John Naber, John Hencken, Matt Vogel und Jim Montgomery in 3:42,22 den Weltrekord um fünf Sekunden und auch die zweitplatzierten Kanadier blieben unter dem Weltrekord vom Vormittag. Gemäß den bis 1980 gültigen Regeln erhielten Staffelteilnehmer, die nur im Vorlauf eingesetzt waren, keine Medaille. Über 200 Meter Rücken gab es schließlich einen Dreifachsieg für die Schwimmer aus den Vereinigten Staaten. John Naber siegte vor Peter Rocca und Dan Harrigan.
1978 bei den Weltmeisterschaften in West-Berlin siegte über 100 Meter Rücken Bob Jackson vor Peter Rocca. In der Lagenstaffel schwamm Rocca im Vorlauf, im Finale siegte die Staffel aus den Vereinigten Staaten mit Bob Jackson auf der Rückenlage. Im Jahr darauf siegte Rocca bei den Panamerikanischen Spielen 1979 in San Juan über 200 Meter Rücken vor seinem Landsmann Jesse Vassallo. Peter Rocca war 1980 für die amerikanische Olympiamannschaft nominiert, konnte aber wegen des Olympiaboykotts nicht starten.